# Tammerfest

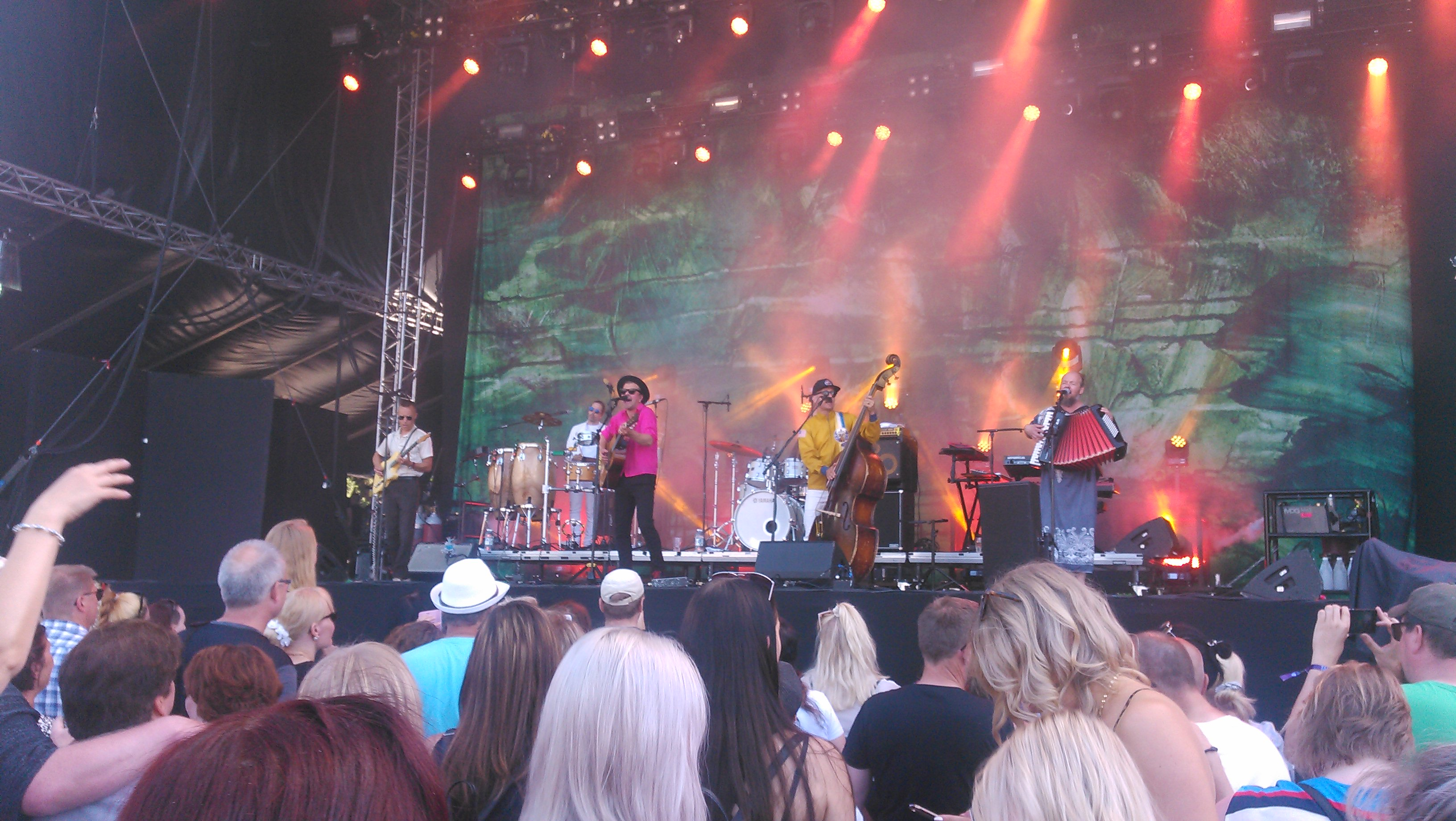
Tuure Kilpeläinen ja Kaihon Karavaani auf dem Tammerfest am 20. Juli 2019

Das Tammerfest ist ein alljährliches Rockfestival in der finnischen Stadt Tampere. Fünf Tage lang im Juli präsentieren verschiedene Bands ihre Musik. Während des Tammerfests sind rund 20 Bühnen überall in der Stadt verteilt aufgestellt, auf denen die Künstler spielen.
Tammerfest gilt als das größte Stadtfestival Finnlands. Im Jahre 2017 hatte es 29 000 Besucher, es spielten über 70 Bands.

## Line-Ups
- 11. – 15. Juli 2001: Apulanta, Eläkeläiset, Sonata Arctica, Stratovarius, The 69 Eyes, Zen Café u. a.
- 17. – 21. Juli 2002: 22-Pistepirkko, Apulanta, Charon, Diablo, HIM, Kemopetrol, The 69 Eyes, The Rasmus u. a.
- 16. – 20. Juli 2003: Amorphis, Apulanta Bomfunk MC’s, Hanoi Rocks, Lordi, Negative, Sonata Arctica, The 69 Eyes, The Rasmus u. a.
- 14. – 18. Juli 2004: Charon, David Byrne,  Negative, PMMP, The 69 Eyes, The Others u. a.
- 13. – 17. Juli 2005: Negative, Bloodpit u. a.
- 12. – 16. Juli 2006: 22-Pistepirkko, Lordi, PMMP, Poets of the Fall, Stratovarius, Suzanne Vega, The Others, The Rasmus u. a.
- 11. – 14. Juli 2007: Apulanta, Bloodpit, Lovex, Negative, PMMP, Poets of the Fall, Sunrise Avenue, The 69 Eyes, The Hellacopters, Zen Cafe u. a.